# Hans Winkler (miembro de la resistencia alemana al nazismo)
Hans Winkler (18 de abril de 1906-18 de noviembre de 1987) fue un auxiliar de la administración de justicia trabajando en un tribunal quien participó en la resistencia alemana al nazismo.

## Biografía
Hans Winkler nació en Berlín en el seno de una familia socialdemócrata. Estuvo de aprendiz en la administración pública.  Desde 1925  o 1926 trabajó en el juzgado municipal de Luckenwalde. Se casó con Frida Klaehn y en 1929 y 1931 nacieron sus dos hijos Horst y Ruth.
En noviembre de 1933 tuvo que hacer constar en acta interrogatorios de miembros del Partido Comunista de Alemania (KPD) que fueron torturados. Desde entonces se opuso a los nazis.
Porque tenía contacto con la familia de Günther Samuel, un amigo judío suyo, fue testigo de las abrumantes condiciones de vida de los judíos y de su desesperación.  Cuando a finales de 1941 un matrimonio le pidió ayuda sin que él pudiera prestarla, empezó a buscar aliados. Pidió dinero y donaciones de alimentos a hombres de negocios y autónomos. En agosto de 1943 escondió a un joven judío, que vivió casi por un año en el pequeño apartamiento de dos habitaciones de los Winkler.  Finalmente tenía una red en Luckenwalde que continuadamente escondió a entre seis y diez judíos.
En septiembre de 1943 Hans Winkler se encontró con Werner Scharff,  un judío que había huido del campo de concentración de Theresienstadt. Tanto Winkler como Scharff hablaron con amigos y conocidos para recibir apoyo. (Schieb, 2005, p. 101) Se formó un grupo de resistencia que estuvo activo entre junio de 1943 y octubre de 1944.
El grupo proporcionó comida, dinero y alojamiento a judíos escondidos. Además se robaron y falsificaron pasaportes. En 1944 el grupo también redactó y distribuyó tres volantes en los que abogó por la resistencia pasiva a los nazis, por deponer las armas para terminar la guerra y por "poner fin a mentiras y asesinatos de los nazis". Cuando redactaron los volantes, querían indicar un remitente. Por eso le dieron a su grupo un nombre: Comunidad para la Paz y la Construcción (Gemeinschaft für Frieden und Aufbau). Los volantes se copiaron en Luckenwalde y Berlín. Recogieron direcciones de guías telefónicas y de esquelas de defunción de soldados caídos. Echaron cartas con los volantes en buzones de varias ciudades para no llamar la atención sobre Luckenwalde. Cada volante incluía el llamamiento a enviar copias a otras personas. Los volantes tenían una tirada de hasta 3500 ejemplares. Otra acción del grupo, del febrero de 1944, fue enviar una sentencia de muerte fingida a dos espías judíos que por una promesa de no ser deportados entregaron a judíos viviendo en la clandestinidad a la Gestapo.
En octubre y diciembre de 1944 la mayoría de los miembros del grupo fue detenida. Sin embargo, la mayoría sobrevivió hasta la llegada de los aliados. De los miembros judíos, la mayoría sobrevivió en la prisión de la Gestapo en Berlín, pero dos hombres y una mujer o seis personas fueron asesinados, entre ellos Werner Scharff. Los miembros no judíos iban a ser juzgados en Potsdam, pero antes de la fecha de la vista el Ejército Rojo entró en la ciudad. De los judíos escondidos por el grupo seis sobrevivieron.